# 尼拉坎塔·夏尔马
尼拉坎塔·夏尔马（Nilakanta Sharma，1995年5月2日—），印度男子曲棍球运动员，2020年夏季奥林匹克运动会男子曲棍球铜牌得主、2022年亚洲运动会男子曲棍球金牌得主。